# Outorga onerosa do direito de construir

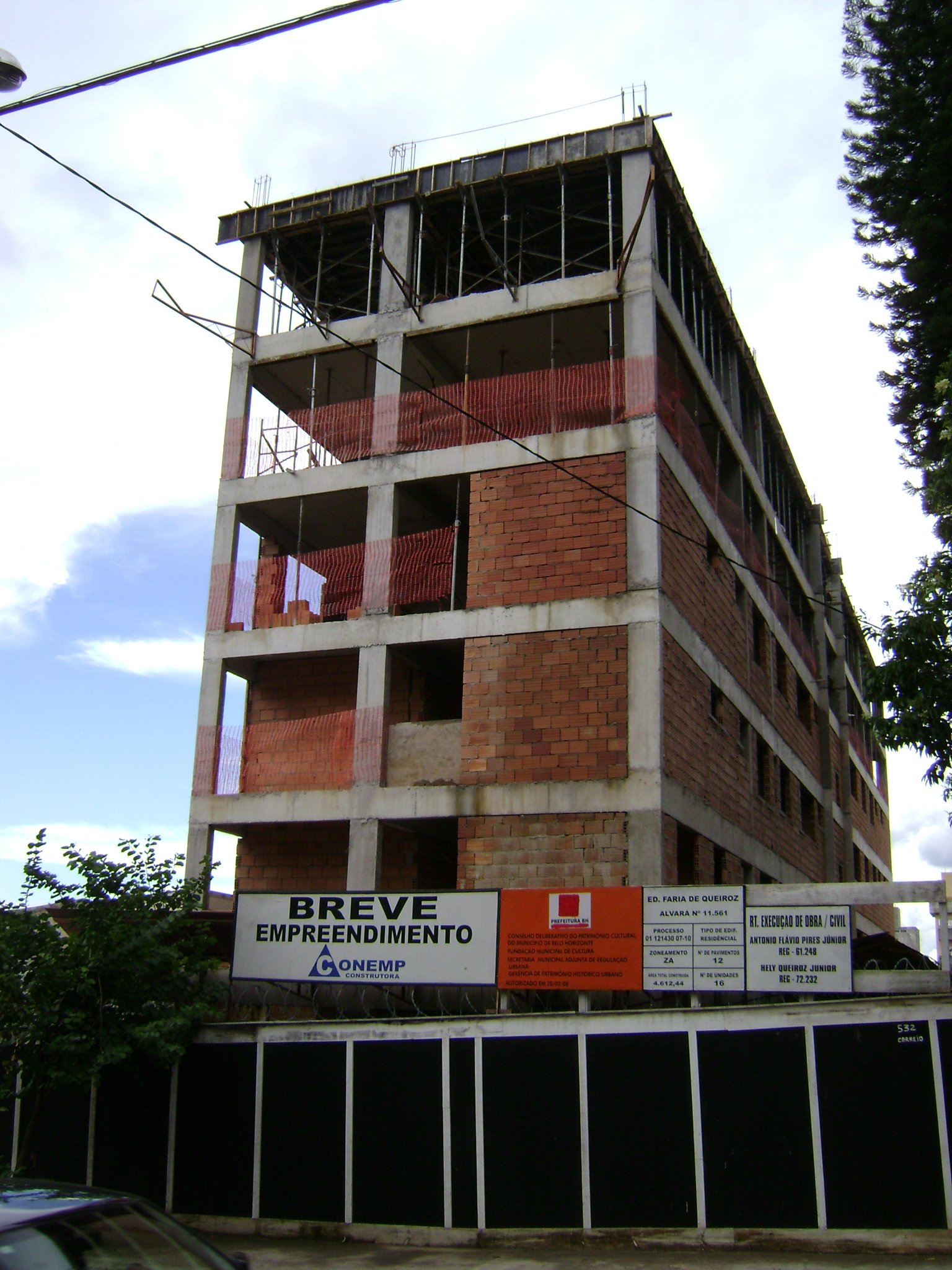

A Outorga onerosa do direito de construir é um instrumento urbanístico que, no Brasil, é previsto no Estatuto da Cidade. O dispositivo reconhece a separação entre o direito de propriedade e o direito construtivo, e atribui ao poder público a propriedade sobre os direitos construtivos e a faculdade de vendê-los àqueles que desejarem exercê-la na propriedade urbana. Ela tem o objetivo de recuperar parte da valorização proporcionada por legislações que alterem o direito do uso do solo para determinado imóvel ou região.
Nos grandes centros urbanos há uma enorme demanda por edifícios residenciais e comerciais favorecendo a concentração nas zonas mais centrais com maior disponibilidade de serviços públicos. Numa forma de controlar o adensamento desordenado das grandes cidades brasileiras e financiar projetos urbanísticos o Estatuto da Cidade (Lei 10.257 de 10 de julho de 2001) estipulou regras e limites ao direito de construir.
O Estatuto da Cidade reconheceu a existência de interesses transindividuais coletivos e difusos na ordem urbanística, quando impõe como uma de suas diretrizes a adoção de padrões de produção e consumo de bens e serviços, e de expansão urbana, compatíveis com os limites da sustentabilidade ambiental, social e econômica.

## Funcionamento
A outorga onerosa é uma espécie de "alvará" necessário ao proprietário de terreno urbano que deseje construir uma edificação maior do que o habitualmente permitido. É uma contrapartida financeira paga para que se possa construir para além do potencial construtivo básico até o limite do coeficiente de aproveitamento máximo.
Nas leis municipais ou no plano diretor devem ser definidos os coeficientes básico e máximo, bem como o estoque e/ou limite de "solo criado" para cada bairro ou região e quais contrapartidas serão aceitas para a outorga onerosa do direito de construir.
Por exemplo, um proprietário de terreno urbano de 250 m², numa cidade onde o coeficiente básico for 2, pode construir uma casa ou prédio de até 500 m² munido dos alvarás habituais de construção. Porém, se ele desejar realizar uma obra maior ele precisa solicitar a outorga onerosa e saber se naquela região não foi atingido o limite de  construção adicional (o estoque de construção adicional não pode ser zero). Se ainda existe estoque de construção adicional e o coeficiente máximo é de 5 então ele pode construir um edifício de até 1250 m², nunca maior que isto, e desde que cumpra as exigências da prefeitura.
Essa contrapartida ou exigência da prefeitura pode ser em dinheiro, doação de terrenos, obras de infraestrutura ou certificados de potencial adicional de construção (comercializáveis como ações em bolsa de valores).

## Direito
Resumo das principais leis que abordam o tema com termos de fácil entendimento para quem não está habituado à linguagem jurídica.

### Constituição Federal de 1988
Do Artigo 182 podemos entender que:

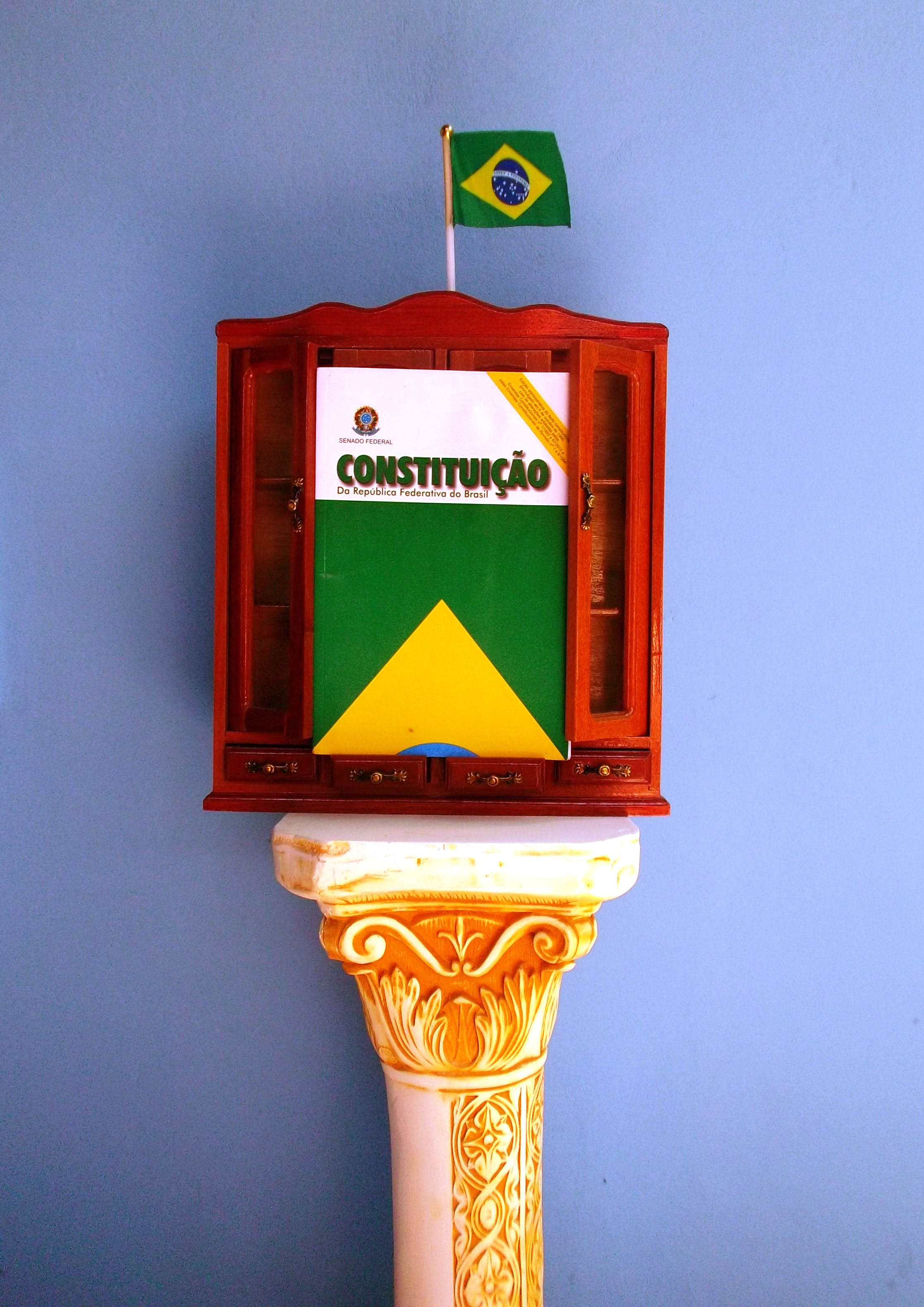

- O governo municipal deve trabalhar para desenvolver a cidade para o bem de todos e cumprir o que diz a lei.
- Toda cidade com mais de 20 mil habitantes deve ter um plano diretor.
- Os terrenos e edificações dentro da cidade devem estar de acordo com o que exige o plano diretor para cumprir a sua função social.
- O município deve pagar em dinheiro antes de desapropriar qualquer imóvel.
- O município pode, desde que esteja escrito na lei, cobrar do proprietário que não usa adequadamente seu terreno, em ordem sucessiva: 1. obrigar a dividir ou construir; 2. aumentar progressivamente o imposto cobrado; 3. desapropriar e pagar indenização com precatórios.

### Estatuto da Cidade
O Artigo 4º  diz que para o cumprimento do Estatuto da Cidade poderão ser tomadas as seguintes medidas:
- outorga onerosa do direito de construir e de alteração de uso.

E dentro do Estatuto temos a subdivisão Da Outorga Onerosa do Direito de Construir, de onde extraímos as seguintes informações:
Segundo o Artigo 28 quem quiser construir em m² mais do que o limite básico deverá cumprir exigências do Município:
- O coeficiente de aproveitamento é a divisão da área que pode ser construída em m² pela área do terreno.
- O coeficiente de aproveitamento básico pode ser o mesmo para toda a cidade ou ser diferente para cada bairro ou região.
- O plano diretor da cidade diz o valor máximo dos coeficientes levando em conta os serviços públicos e quantidade de habitantes de cada bairro ou região.

No Artigo 29 define-se que o plano diretor escolhe os bairros ou região onde o proprietário pode usar seu terreno a mais do que o habitual mas pagando ou cumprindo exigências.
E o Artigo 30 determina que uma lei do município precisa dizer quando é permitida a outorga onerosa do direito de construir ou a alteração do uso do solo e como: 1. Será a cobrança; 2. Os casos de isenção de pagamento; 3. O que o proprietário precisa fazer para ter o direito.
Por fim o Artigo 31 estabelece que tudo que o município ganhar com essas atividades deve gastar conforme escrito na lei.

## Requisitos para a concessão
Para que ocorra a outorga onerosa do direito de construir é necessário que sejam atendidos uma série de pré-requisitos dentre eles estão a forma de cálculo da cobrança devida ao município, os estudos de impacto na região, se a região comporta o novo imóvel, qual será a contrapartida e a sua execução e a forma de aplicação dos recursos auferidos.
A forma do cálculo da cobrança devida ao município deve estar especificada em lei municipal e levará em conta o estudo do impacto que será causado na vizinhança ao imóvel, devido ao aumento da densidade populacional e tráfego de veículos, e ao meio ambiente da região. Outra medida é avaliar se a região comporta o empreendimento a ser construído, já que é necessário observar se ainda há estoque de construção adicional para aquele local. Somente com a realização de tais estudos será possível à autoridade municipal calcular o valor a ser cobrado. Tal cobrança não tem a finalidade de ser uma taxa, mas sim, uma compensação por conta da intervenção urbanística que foi realizada, pois haverá novos investimentos em infraestrutura a serem executados no local. No município de São Paulo, a forma de cálculo da contrapartida financeira foi determinada pela Lei Municipal nº 16.050/2014 em seu artigo 117. Esta contrapartida financeira leva em conta o fator de planejamento, o fator de interesse social, a área total do terreno, a área construída total (pretendida) e o valor do metro quadrado do terreno.
O Estatuto da Cidade, em seu Capítulo II, Seção IX, não definiu qual seria a contrapartida necessária para a concessão da outorga onerosa do direito de construir, entretanto, a regra é que esta seja de ordem pecuniária. Todavia, dependendo das necessidades da administração municipal, a compensação pode ser dar outras maneiras além da pecuniária, como parcerias com o município na construção de habitações de interesse social, investimento em transporte público, preservação de áreas verdes, criação de unidades de preservação ambiental, entre outras atividades.
Outra medida é avaliar se a região comporta o empreendimento a ser construído, já que é necessário observar se ainda há estoque de construção adicional para aquele local. Por fim, deve haver o pagamento da contraprestação determinada pelo Estatuto da Cidade e cujo cálculo é regulamentado por lei específica do município. Todas as medidas acima visam a garantir que a infraestrutura da região seja adequada ao atendimento daqueles que residirão ou trafegarão pelo local afetado pela construção do novo imóvel.
Com os recursos auferidos com a outorga onerosa do direito de construir, o município disporá de recursos a serem investidos no melhoramento da região afetada pelo novo imóvel ou em áreas que necessitem de atenção especial, como nos casos de construção de habitações de interesse social.

## Transferência do direito de construir e a outorga onerosa
A Transferência do Direito de Construir está prevista no Estatuto da Cidade em seu artigo 35, esta consiste na possibilidade do proprietário de um imóvel utilizar o potencial construtivo deste local em outro de sua propriedade ou vender a outro interessado. A Transferência do Direito de Construir de um imóvel ocorre em locais onde a administração municipal tem interesse na manutenção da baixa densidade populacional, sendo que a utilização desse potencial construtivo é transferido para regiões onde se comporta um maior adensamento.
Em locais que possuem baixo potencial construtivo, como zonas de preservação ambiental ou de Patrimônio Histórico, a transferência do direito de construir atua como uma forma de compensar as perdas financeiras decorrentes da impossibilidade de se aproveitar todo o potencial construtivo do terreno. A utilização da Transferência do Direito de Construir deve estar presente no Plano Diretor do município, indicando quais áreas serão permitidas transferir o potencial construtivo e quais estarão aptas a recebê-la. No Plano Diretor de São Paulo, a Transferência do Direito de Construir está regulamentado entre os artigos 122 e 133.
Com isso, podemos perceber uma proximidade entre os institutos da Transferência do Direito de Construir e o da Outorga Onerosa do Direito de Construir, já que, em ambos os casos, se trata da construção de imóvel acima do coeficiente de aproveitamento básico da região. Os interessados em construir acima do coeficiente de aproveitamento básico de seu terreno poderiam recorrer às duas alternativas para que se efetivasse o seu direito de construir. No caso de se optar pela Transferência do Direito de Construir, os valores do metro quadrado a serem adquiridos seguiriam regras de mercado ao passo que ao se optar pela Outorga Onerosa do Direito de Construir o valor a ser pago seria definido por meio de cálculo estipulado em lei municipal.

## Jurisprudência
Na jurisprudência sobre o tema as alegações que são mais recorrentes estão relacionadas com a exigência do pagamento ou execução de uma contraprestação que foi determinada pela autoridade municipal.
A argumentação ocorre em uma possível afronta ao direito de propriedade ou quanto ao pagamento de um tributo, questionando-se a constitucionalidade da lei municipal que obriga o construtor a realizar a contraprestação requerida. Deste modo, a alegação é de que o município estaria indo contra a Constituição Federal e, portanto, tal cobrança seria injusta.
A alegação de que se trata de uma afronta ao direito de propriedade é rebatida, pois, como afirma a decisão judicial, "o direito de construir não é absoluto, estando limitado pelo direito de vizinhança e pelos regulamentos editados pelo Poder Público". Essa decisão tem como base, pela evolução dos grandes centros, ser necessária uma limitação ao direito de construir para que o direito do particular prejudique o direito de toda a coletividade.
Já quanto a alegação de que se tratava da cobrança de um imposto, a questão chegou ao Supremo Tribunal Federal que decidiu sobre o tema. O Ministro Eros Grau, relator desse julgamento, afirmou que não procedia a alegação de que se tratava de um imposto, pois não há obrigatoriedade do construtor pagar tal valor, caso não deseje construir.  Sendo assim, a contraprestação exigida pelo município seria uma compensação urbanística, não podendo ser considerada tal cobrança como inconstitucional.

## Experiência do município de São Paulo

A Prefeitura de São Paulo tem implantando estratégias urbanísticas através da outorga onerosa do direito de construir conhecidas como Operações Urbanas Consorciadas - OUC Água Branca, OUC Faria Lima, OUC Bairros Tamanduateí, OUC Água Espraiada.
Podemos citar a Operação Urbana Água Branca, criada pela Lei 11.774 de 18 de maio de 1995 e posteriormente revisada com a Lei 15.893 de 07 de novembro de 2013, abrange parte dos bairros da Água Branca, Perdizes e Barra Funda . O objetivo é promover o desenvolvimento da região de modo equilibrado, dando condições para que as potencialidades regionais sejam devidamente efetivadas. Dentre os objetivos temos a implantação de melhoramentos viários visando ligações de longo percurso e a reestruturação do viário local, melhorar os sistemas de drenagem para diminuir os problemas de inundação, implantar espaços públicos, e implantar equipamentos de interesse da comunidade.
A lei n.º 15.893/2013 é uma revisão da Operação Urbana Água Branca com o intuito de adequá-la à legislação federal (Estatuto da Cidade) e à legislação municipal (Plano Diretor Estratégico). Faremos uma breve síntese dos principais artigos reguladores da Outorga Onerosa nesta lei:

## Histórico
O processo de construção da outorga onerosa contemplou, além de inúmeros estudos e artigos, a Carta de Embu em 1976, o Anteprojeto de Lei de Desenvolvimento Urbano elaborado ainda nos anos 70 pelo CNDU, apresentado com modificações ao Congresso pelo Executivo em 1983 através do Projeto de Lei nº 775/83 e, também, traduziu-se nos ideais do Movimento Nacional pela Reforma Urbana, que resultou no capítulo constitucional sobre a política urbana. Várias das ideias foram consolidadas e regulamentadas pela Lei Federal nº 10.257/2001- Estatuto da Cidade.
Embora a Outorga Onerosa do Direito de Construir só apareça na legislação brasileira como instrumento de política urbana em 2001, através do Estatuto da Cidade, seus fundamentos remontam à década de 70. Do instrumento inicialmente formulado, o Solo Criado, tanto sua denominação como seu conteúdo evoluíram, já na década de 90, para a Outorga Onerosa, hoje consagrada no Estatuto da Cidade.